# EMule
eMule er et frit fildelings-program, som blev lavet i 2002, da forfatterne var utilfredse med den officielle eDonkey2000-klient. eMule bruger flere netværk (ed2k, Source Exchange og Kad) hvilket bl.a. har gjort det til det mest udbredte fildelings-program i verden.
Pga. eMules open source-politik har mange programmører været i stand til at bidrage til projektet, som hele tiden forbedres. eMule er skrevet i Microsoft Visual C++, og er på den måde et atypisk open source-program, da sådanne plejer at være skrevet i ikke-leverandørafhængige programmeringssprog.
Der bliver også lavet mods (modifikationer) af den originale eMule-klient, som giver ekstrafunktioner såsom "powersharing" – de fleste af disse mods er lovlige, da eMule er et open-source program – men et mod ved navn LSD er blevet forbudt at bruge, da det bryder nogle af ed2k-netværkets regler. 